# Onosma mattirolii
Onosma mattirolii är en strävbladig växtart som beskrevs av Antonio Baldacci. Onosma mattirolii ingår i släktet Onosma och familjen strävbladiga växter. Inga underarter finns listade i Catalogue of Life.